# Jacques Dutronc
Jacques Dutronc (ur. 28 kwietnia 1943 w Paryżu) – francuski piosenkarz, kompozytor i aktor.

## Życiorys
W latach 60. był jednym z najpopularniejszych piosenkarzy francuskich oraz członkiem grupy rockowej El Toro et les Cyclones. Po debiucie kinowym w obrazie Antoine i Sebastian (Antoine et Sébastien, 1974) jako Sébastien, w latach 70. rozpoczął karierę, występując w filmach Jeana-Luca Godarda czy Claude Leloucha. Stał się bohaterem melodramatów Andrzeja Żuławskiego: Najważniejsze to kochać (L'important c'est d'aimer, 1975) jako zdradzony mąż byłej gwiazdy (Romy Schneider), występującej w filmach pornograficznych oraz Moje noce są piękniejsze niż wasze dni (Mes nuits sont plus belles que vos jours, 1988) w roli śmiertelnie chorego na nieznaną chorobę geniusza komputerowego.
Za kreację tytułowej roli słynnego artysty malarza po opuszczeniu zakładu psychiatrycznego w ostatnich dwóch miesiącach życia w filmie biograficznym Van Gogh (1991), gdzie był także autorem muzyki, odebrał nagrodę Césara dla najlepszego aktora. Pojawił się potem m.in. w przygodowym filmie Władca słoni (Le Maître des éléphants, 1995). Rola umierającego na raka, 49-letniego rosyjskiego emigranta, Dmitrija w dramacie C’est la vie (2001) przyniosła mu nagrodę na festiwalu filmowym w Marrakeszu. W 2005 został laureatem honorowego Césara.
Od 1967 spotykał się z Françoise Hardy, z którą 30 marca 1981 się ożenił. Mają syna Thomasa (ur. 1973).

## Dyskografia
- 1966: Jacques Dutronc (wyd. Vogue)
- 1968: Il est cinq heures, Paris s’éveille (wyd. Vogue)
- 1968: L'opportuniste (wyd. Vogue)
- 1969: Le responsable (wyd. Vogue)
- 1971: Jacques Dutronc 71 (wyd. Vogue)
- 1972: Jacques Dutronc 72 (wyd. Vogue)
- 1975: Jacques Dutronc 75 (wyd. Vogue)
- 1980: Guerre et Pets (wyd. Gaumont Musique WEA)
- 1982: C’est pas du bronze (wyd. Gaumont)
- 1987: C. Q. F. Dutronc (wyd. CBS)
- 1992: Dutronc au casino (wyd. Columbia Records)
- 1995: Brèves rencontres (wyd. Columbia)
- 2003: Madame L’Existence (wyd. Columbia)
- 2010: Et vous et vous et vous (wyd. Columbia)

## Filmografia
- 1974: Antoine i Sebastian (Antoine et Sébastien) jako Sébastien
- 1974: OK patron jako Léon Bonnet
- 1975: Najważniejsze to kochać (L’Important c’est d’aimer) jako Jacques Chevalier
- 1976: Mado jako Pierre
- 1976: Dobrzy i źli (Le Bon et les méchants) jako Jacques
- 1977: Le Point de mire jako Julien
- 1977: Violette i François (Violette et François) jako François
- 1978: Sale rêveur jako Jérôme
- 1978: Stan dzikości (L’État sauvage) jako Avit
- 1979: Le Mors aux dents jako Loïc Le Guenn
- 1979: We dwoje (À nous deux) jako Simon Lacassaigne
- 1979: Le Mouton noir jako Vincent Messonier
- 1979: Scénario de 'Sauve qui peut la vie
- 1979: Powrót do ukochanej (Retour à la bien-aimée) jako Julien
- 1979: Pierrot mon ami jako Pierrot
- 1980: Szwindel (L’Entourloupe') jako Olivier
- 1980: Ratuj kto może (życie, Sauve qui peut (la vie)) jako Paul Godard
- 1981: L’Ombre rouge' jako Léo
- 1981: Malevil jako Colin
- 1981: Rends-moi la clé! jako Nicolas Kervellec
- 1982: Y a-t-il un Français dans la salle? jako Eric Plante
- 1982: Raj dla wszystkich (Paradis pour tous) jako Pierre Valois
- 1983: Sarah jako Arnold Samson
- 1983: Une jeunesse jako Brossier
- 1984: Szulerzy (Tricheurs) jako Elric
- 1989: Moje noce są piękniejsze niż wasze dni (Mes nuits sont plus belles que vos jours) jako Lucas
- 1990: Le Pinceau à lèvres
- 1990: Chambre à part jako Francis
- 1991: Van Gogh jako Vincent van Gogh
- 1992: Toutes peines confondues jako Gardella
- 1995: Maître des éléphants, Le jako Garoubier
- 1996: Les Victimes jako Bernard Jaillac
- 1998: Plac Vendome (Place Vendôme) jako Battistelli
- 2000: Gorzka czekolada (Merci pour le chocolat) jako André Polonski
- 2001: C’est la vie jako Dimitri
- 2002: Letni zawrót głowy (Embrassez qui vous voudrez) jako Bertrand Lannier
- 2003: Jacques Dutronc: L’ère de rien
- 2004: Pédale dure jako Charles
- 2007: Decydujący skok (Le deuxième souffle) jako Stanislas Orloff

## Nagrody
| Rok  | Nagroda | Kategoria        | Film            |
| ---- | ------- | ---------------- | --------------- |
| 1992 | Cezar   | Najlepszy aktor  | Van Gogh (1991) |
| 2005 | Cezar   | Nagroda Honorowa | –               |